# Strymba
Strymba  (ucraniano: Стримба) es una localidad del Raión de Podilsk en el Óblast de Odesa de Ucrania. Según el censo de 2024, tiene una población de 174 habitantes.